# Altembrouck
Altembrouck (en néerlandais : Altenbroek) est un lieu dit et une réserve naturelle de la commune belge des Fourons, située entre Fouron-le-Comte, Fouron-Saint-Martin et Noorbeek dans la vallée de la Noor. La zone appartient en grande partie à l'association Natuurpunt.
Le château a été la propriété des familles de Fassin, de Schiervel, puis de Behault qui l'occupèrent jusqu'en 1994.

## Zone
Il se trouve à proximité du château d'Altembrouck et comprend des prairies le long de la rivière Noor et des forêts à flanc de colline.
La zone se connecte à la réserve naturelle de Schoppemerheide et à la réserve naturelle de la vallée de la Noor aux Pays-Bas. Une partie de la zone est pâturée par le Glanrund, une ancienne race bovine limbourgeoise qui a pratiquement disparu depuis le début du XIXe siècle mais a été réintroduite.

## Faune et flore

### Faune
Mammifères
- Glanrund
- Blaireau

Amphibiens
- Crapaud accoucheur

Invertébrés
- bleu commun, papillon de la luzerne jaune, petit papillon de feu, nacre des champs,

### Flore
- thym sauvage, marjolaine sauvage, campanule hirsute, herbe de colombe, trèfle enroulé, orchidée d'abeille, orchidée des bois, soldats, prunellier,

## Film documentaire
Des blaireaux ont été filmés dans la réserve pour le film documentaire Notre nature (Onze Natuur), sorti en 2022.